# Imbribryum paradoxum
Imbribryum paradoxum là một loài rêu thuộc họ Bryaceae. Loài này được (Schwägr.) Ochyra & Bedn.-Ochyra mô tả khoa học năm 2017.